# Garland T. Byrd
Garland Turk Byrd Sr. (Reynolds, 16 luglio 1924 – Reynolds, 1º giugno 1997) è stato un politico statunitense.

## Biografia
Nativo di Reynolds, durante la seconda guerra mondiale combatté sul fronte occidentale, venendo congedato nel 1945 col grado di capitano. Rientrato in patria, studiò legge all'università della Georgia e divenne imprenditore.
Entrato in politica, divenne rappresentante dei veterani georgiani, per poi diventare vicegovernatore di Ernest Vandiver. È stato il primo vicegovernatore georgiano a non diventare a sua volta governatore, dopo che i suoi tre predecessori Melvin E. Thompson, Marvin Griffin e lo stesso Vandiver vi erano riusciti.
Dopo la fine del mandato nel 1963 provò a farsi eleggere alla Camera dei Rappresentanti georgiana, ma perse contro il candidato repubblicano Bo Callaway, il primo democratico in Georgia ad essere sconfitto da un membro del partito rivale da quasi un secolo. Provò a concorrere per diventare governatore nel 1966, ma alle primarie democratiche arrivò solamente quinto e si ritirò dalla corsa, come dalla politica. Morì nel 1997.